# Alberto Duce
Alberto Duce Vaquero (Zaragoza, 10 de agosto de 1915 - Ibídem, 28 de agosto de 2003) fue un pintor, dibujante y grabador español.

## Carrera artística
Inició su formación artística en la Escuela de Artes y Oficios de su ciudad natal, donde asistió también a las sesiones de dibujo del natural del Estudio Goya. Muy pronto comenzó a realizar carteles publicitarios para los Cines Parra, ilustraciones para periódicos y revistas y dibujos publicitarios, hasta que en 1942 se traslada a Madrid para ampliar su formación. Allí copia a los grandes maestros en el Museo del Prado y asiste a clases de dibujo en el Círculo de Bellas Artes. 
En Madrid mantuvo una intensa actividad realizando decorados para el teatro, retratos y murales. De regreso en Zaragoza, participa en la primera exposición del Grupo Pórtico, vanguardia artística del momento, y luego viajó a París gracias a una Pensión del Gobierno Francés. Un año después se trasladó a Washington, ciudad en la que vivió hasta 1961, pintando numerosos retratos y perfeccionando la técnica del grabado. En esos años fue también asesor artístico de la Embajada Española en Estados Unidos.
A su vuelta a España, cambió varias veces de residencia, entre Madrid y Zaragoza, donde siempre fue reconocido por sus contemporáneos. En 1994 fue elegido miembro de la Academia de San Luis y la Diputación de Zaragoza le organizó una gran exposición antológica. Impartió clases de grabado en el Círculo de Bellas Artes e ilustró los Poemas de Safo y la Soledad de Góngora. También realizó retratos oficiales del Rey de España y de numerosas autoridades del Estado.
La obra de Alberto Duce se caracteriza por la figuración ordenada, a pesar de haber sido un gran conocedor de todas las grandes innovaciones que trajeron las Vanguardias del siglo XX. Sus trabajos están presentes en numerosos museos y colecciones privadas de España y otros países.

## Estudios
- Escuela de artes i oficios Zaragoza, 1928 -1931
- Estudio Goya, Zaragoza, 1931 - 1936
- Museo del Prado, 1942 - 1946
- Estudio de Eduardo Chicharro, 1942 - 1946
- Grand Chaumlère, París, 1948
- Art. Estudents League, Nova York, 1949
- Clases del círculo de Bellas Artes, 1942 1947- 1961 - 1970
- Taller de Grabado de Hayter, París 1968

## Galardones
- Medalla de Oro en el Salón de Artistas Aragoneses.
- Gran Premio de Roma.
- Tercera Medalla en Dibujo de la Nacional de Bellas Artes.
- Segunda Medalla en el XVIII Salón de Grabado.
- Premio Corporaciones en la Nacional de Bellas Artes.
- Premio de Dibujo en el XIX Salón de África.
- Premio de Pintura en el XX Salón de África.
- Paleta Plata en la Bienal Internacional de Marbella.
- Medalla de Pintura en el Salón de otoño.
- Medalla de Dibujo en el Salón de otoño.
- Premio Nacional de Carteles Año Internacional de la Paz.

## Museos
- Museo de Dibujo Julio Gavin-Castillo de Larrés.